# La grande strada azzurra
La grande strada azzurra is een Italiaanse dramafilm uit 1957 onder regie van Gillo Pontecorvo en Maleno Malenotti.

## Verhaal
Giovanni Squarciò is een arme visser op een eiland voor de kust van Dalmatië. In een wanhopige poging om zijn gezin een beter leven te bieden gaat hij illegaal vissen met bommen in plaats van netten. Daardoor haalt hij zich de woede van de andere vissers op de hals.

## Rolverdeling
| Acteur              | Personage         |
| ------------------- | ----------------- |
| Yves Montand        | Giovanni Squarciò |
| Alida Valli         | Rosetta           |
| Francisco Rabal     | Salvatore         |
| Umberto Spadaro     | Gaspare Puggioni  |
| Peter Carsten       | Riva              |
| Federica Ranchi     | Diana Squarciò    |
| Terence Hill        | Renato            |
| Ronaldo Bonacchi    | Bore Squarciò     |
| Giancarlo Soblone   | Tonino Squarciò   |
| Josip Batistić      |                   |
| Stane Potokar       |                   |
| Angelo Zanolli      |                   |
| Giorgio Kuru        |                   |
| Janez Vrhovec       |                   |
| Milutin Jasnić      |                   |
| Angela Sarlone      |                   |
| Pasquale Campagnola |                   |